# Дударов Олексій Онуфрійович
Олексій Онуфрійович Дударов (біл. Аляксей Ануфрыевіч Дудараў; 6 червня 1950, село Кляни, Дубровенський район, Вітебська область — 27 лютого 2023) — радянський і білоруський драматург і сценарист.

## Біографія
Народився у селянській сім'ї колгоспників. Закінчив Новополоцьке професійно-технічне училище нафтовиків у 1968 році, працював слюсарем на нафтопереробному заводі. Закінчив Білоруський театрально-художній інститут у 1976 році за спеціальністю «Актор драми і кіно». Працював актором, керівником літературного відділу ТЮГа у 1976–1979 роках, член сценарно-редакційної колегії «Телефільм» (Мінськ, 1976-11983 роки). Був членом Спілки письменників СРСР з 1979 року. Є секретарем Спілки театральних діячів Білорусі з 1987 року. Член Білоруського ПЕН-клубу з 1980 року. В 1992–2002 рокаха займав посаду редактора часописа «Мистецтво». З 2003 по 2013 рік є художнім керівником Драматичного театру Білоруськаї армії.

## Творчість
Дебютував у друці в 1973 році. Писав оповідання, казки для дітей. Відомий як драматург і кінодраматург. Видав збірники оповідань «Святий птах» (1979). За сценаріями Олексія Дударова відзнято короткометражні та художні фільми («Сусіди» (1979), «Купальська ніч» (1982), «Білі Роси» (1984) та інші).
Автор п'єс «Вибір» (поставлена в 1979), «Поріг» (поставлена в 1981), «Вечір» (поставлена в 1983), «Перелом» (1989). П'єси «Останній зліт» (поставлена в 1982) і «Рядові» (поставлена в 1984) присвячено подіям радянсько-німецької війни. Трагедія «Купала» (1994) уособлює трагізм міжусобної боротьби у Великому князівстві Литовському напередодні Кревської унії 1385 року, «Відмова» (1994) — фантасмагоричний погляд на есхатологічну долю краю та народу. «Пісня про зубра» — сценічна варіація за мотивами поеми М. Гусовського. Історичні особи в його творах не пафосно романтизовані, а люди, що підвладні сильним почуттям, часом схильні до помилок, але внутрішньо гідні.
У п'єсі «Палачанка» (1998) Олексій Дударов показує історію шлюбу Рогніди та Володимира у світлі великих почутів, пристрастей. Палачанка проклинає Володимира, і це прокляття, у дусі романтичних творів, переноситься на долю усієї сім'ї. Олексій Дударов вельми активно працює у жанрі історичної драми: п'єси «Князь Вітовт», «Ядвіга», «Чорна панна Несвіжа», «Хрест» та інші. Глядача у творах Олексія Дударова на історичну тематику приваблюють динамічність сюжету, неймовірні інтриги, екзотика та прихований колорит епохи. У творах драматурга зустрічаються незвичайні герої, наділені такими рисами, як вірність ідеалу, восокородність, шляхетність, самопожертва, відданість Батьківщині.
Драматург сирався на певну літературну традицію, коли створював мелодраму «Кім» (2001). У цьому творі підліток шукає засоби, щоб вилікувати відважкої хвороби свою названу сестру, бере участь у різноманітних авантюрах, які викликають найнеймовірніші метаморфози та збіги. У фіналі розчулений глядач отримує очікуваний «хеппі-енд». До жанру «мелодраматичного детективу» належать також п'єса Олексія Дударова «Люті» (2002).
Переклав на білоруську мову «Річарда ІІІ» Вільяма Шекспіра.

## Премії та нагороди
Нагороджений орденами «Знак Пошани» та іншими нагородами. Лауреат премій Ленінського комсомолу Білорусі (1982) за збірник оповідань «Святий птах» і п'єсу «Вибір», Ленінського комсомолу (1984) за твори останніх років, Державною премією СРСР (1985) за спектакль «Рядові», премії Союзної держави у галузі літератури та мистецтва.